# Văn phòng Ngân sách Quốc hội Hoa Kỳ
Văn phòng Ngân sách Quốc hội Hoa Kỳ (tiếng Anh: Congressional Budget Office) là một cơ quan liên bang thuộc Quốc hội Hoa Kỳ có chức năng cung cấp và xử lý các số liệu kinh tế cho Quốc hội.

## Các giám đốc văn phòng
| Họ tên                          | Bắt đầu nhiệm kỳ     | Kết thúc nhiệm kỳ    |
| ------------------------------- | -------------------- | -------------------- |
| Douglas W. Elmendorf            | 22 tháng 1 năm 2009  | Hiện tại             |
| Robert A. Sunshine (tạm thời)   | 25 tháng 11 năm 2008 | 22 tháng 1 năm 2009  |
| Peter R. Orszag                 | 18 tháng 1 năm 2007  | 25 tháng 11 năm 2008 |
| Donald B. Marron Jr. (tạm thời) | 29 tháng 12 năm 2005 | tháng 1 năm 2007     |
| Douglas Holtz-Eakin             | 5 tháng 2 năm 2003   | 29 tháng 12 năm 2005 |
| Barry B. Anderson (tạm thời)    | 3 tháng 1 năm 2003   | 5 tháng 2 năm 2003   |
| Dan L. Crippen                  | 3 tháng 2 năm 1999   | 3 tháng 1 năm 2003   |
| James Blum (tạm thời)           | 29 tháng 1 năm 1999  | 3 tháng 2 năm 1999   |
| June E. O'Neill                 | 1 tháng 3 năm 1995   | 29 tháng 1 năm 1999  |
| Robert D. Reischauer            | 6 tháng 3 năm 1989   | 28 tháng 2 năm 1995  |
| James L. Blum (tạm thời)        | —                    | 6 tháng 3 năm 1989   |
| Edward M. Gramlich (tạm thời)   | 28 tháng 4 năm 1987  | —                    |
| Rudolph G. Penner               | 1 tháng 9 năm 1983   | 28 tháng 4 năm 1987  |
| Alice M. Rivlin                 | 24 tháng 2 năm 1975  | 31 tháng 8 năm 1983  |